# Mike Ferguson
Michael A. Ferguson, detto Mike (Ridgewood, 22 luglio 1970), è un politico statunitense, membro della Camera dei Rappresentanti per lo stato del New Jersey dal 2001 al 2009.

## Biografia
Nato e cresciuto nel New Jersey, Ferguson studiò all'Università di Notre Dame e alla Georgetown, per poi lavorare come insegnante.
Entrato in politica con il Partito Repubblicano, nel 1998 si candidò alla Camera dei Rappresentanti ma venne sconfitto dal deputato democratico in carica Frank Pallone.
Due anni dopo, Ferguson si candidò per un altro distretto congressuale e riuscì a vincere, divenendo deputato. Gli elettori lo riconfermarono per altri tre mandati, fin quando nel 2008 rifiutò di chiedere un ulteriore mandato e lasciò il Congresso dopo otto anni.
Dopo il ritiro dalla Camera, Ferguson divenne presidente di una società di consulenza e collaborò con l'amministrazione del governatore Chris Christie.